# ステファニー・ド・ベルジック
ステファニー・ド・サクス＝コブール・エ・ゴータ（フランス語: Stéphanie de Saxe-Cobourg et Gotha, princesse de Belgique、1864年5月21日 - 1945年8月23日）は、ベルギー王レオポルド2世とその王妃マリー・アンリエットの間の次女。オーストリア皇太子ルドルフに嫁いだ。
ドイツ語名はシュテファニー・フォン・ベルギエン（Stephanie von Belgien）。叔母にメキシコ皇帝マクシミリアン（ルドルフの叔父）の妃となったシャルロットがいる。

## 生涯

### 生い立ちと結婚

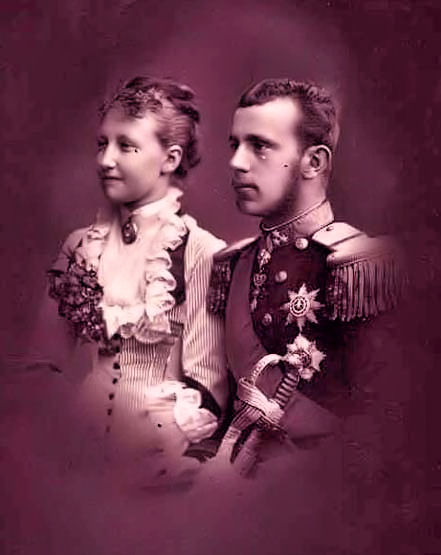
ステファニーと最初の夫ルドルフ

オーストリア＝ハンガリー帝国の帝位・王位継承者であるルドルフ皇太子が両親から結婚するように迫られたとき、彼の妻に相応しい身分で、適齢期であり、血縁がさほど近くないカトリック信徒の王女は、さしあたってベルギー王家の第2王女ステファニーだけであった。2人は1880年3月7日に婚約を発表したが、ステファニーがまだ幼すぎるため結婚は延期された。
17歳になる直前の1881年5月10日、ステファニーはルドルフ皇太子と結婚した。オーストリア人の天文学者ヨハン・パリサは、同年に自らが発見した小惑星に、新しい皇太子妃に因んだ「ステファニア」という名を付けた。
夫妻の結婚生活は新婚の時期を過ぎると、幸福なものとは言えなくなった。それでもステファニーは1883年9月2日にラクセンブルク宮殿で一人娘エリーザベト・マリーを産んだ。さらに、姑のエリーザベト皇后はステファニーを毛嫌いし（エリーザベトは義妹シャルロットが大嫌いでベルギー王室を毛嫌いしており、ステファニーがシャルロットの姪であることからステファニーにも嫌悪が向けられた）、面と向かって（義妹のシャルロットも引き合いに出して）のみならず詩の中でまでも、ことあるごとにステファニーを侮辱し、ステファニーはこれに耐えねばならなかった。義妹のマリー・ヴァレリーまでもが、母に同調してか、ステファニーを嫌った。こうしてステファニーは、オーストリア帝室の中では次第に孤立を深めていった。
1889年、夫のルドルフ皇太子が、ウィーン近くの村のマイヤーリンクで17歳のマリー・ヴェッツェラ男爵令嬢と一緒に死んでいるのが発見され、しかも二人の死は情死であると考えられた。ステファニーは皇后となる望みを断たれた上、夫のスキャンダラスな死に方のせいでウィーン宮廷からも遠ざかることを余儀なくされた。ステファニーと父レオポルド2世との親子関係も険悪で、父と相続財産をめぐり法廷で争わねばならなかった。

### 再婚と晩年

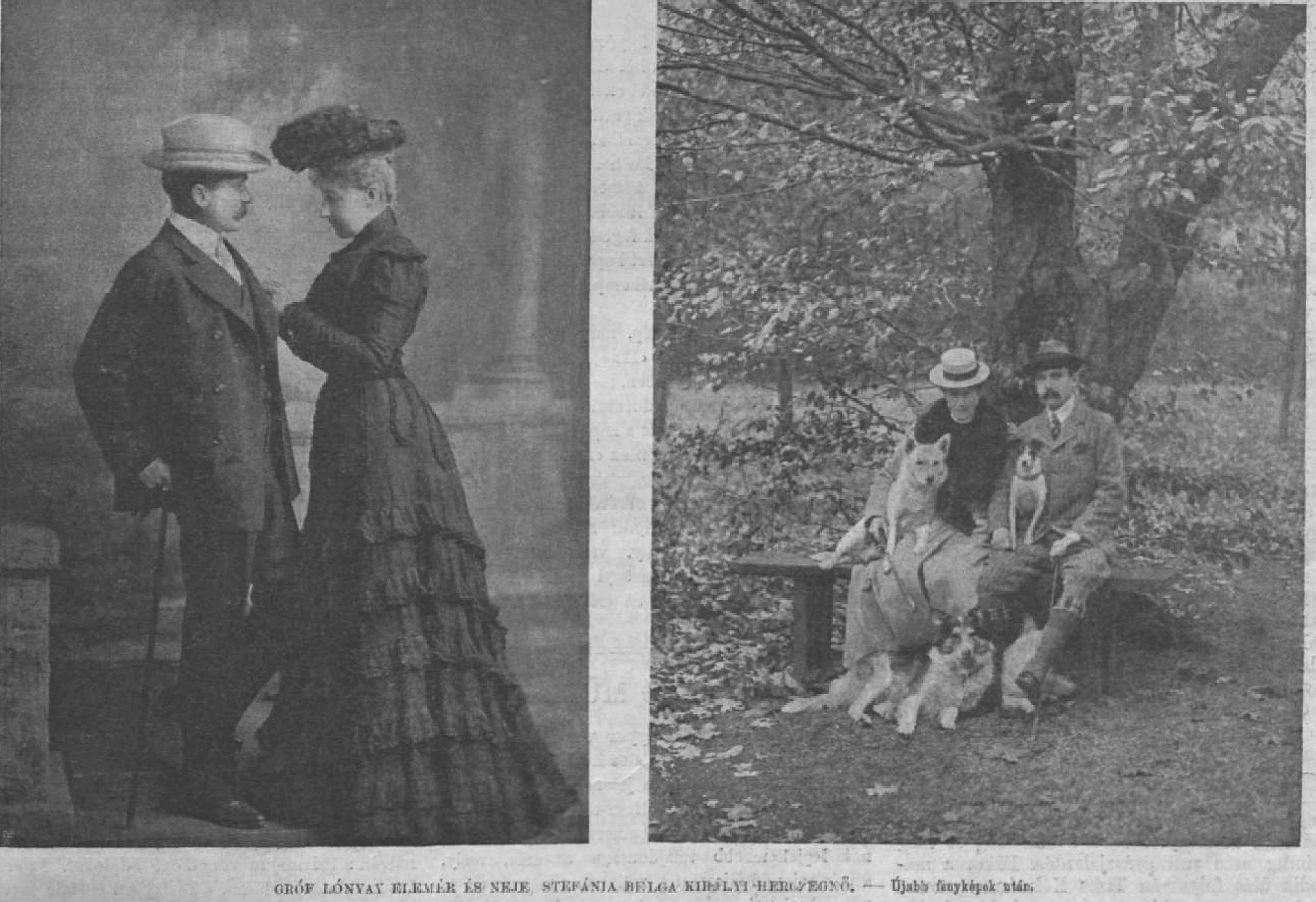
2度目の夫、ローニャイ・エレメールと。1903年

1900年3月22日、ステファニーはトリエステのミラマル城において、ハンガリー貴族のローニャイ・エレメール伯爵と身分違いの再婚をした。レオポルド2世は娘の再婚を責めたが、オーストリア皇帝カール1世は1917年にローニャイ伯爵を侯爵（フュルスト）に陞爵させている。ステファニーは1906年、ローニャイ伯爵の居城オロスヴァール城（モション県ルソウツェ村、現スロバキア・ブラチスラヴァ市5区ルソウツェ街区）で後半生を送った。ステファニーは前夫ルドルフから性病をうつされたため不妊となっており、ローニャイとの間に子をもうけることはできなかったが、夫妻は幸福に暮らした。
1945年に赤軍が迫ると、夫妻はパンノンハルマの大修道院に避難し、ステファニーは同年8月23日に同修道院で亡くなった。

## 系譜
| ステファニー | 父: レオポルド2世 (ベルギー王) | 祖父: レオポルド1世 (ベルギー王)    | 曽祖父: フランツ (ザクセン＝コーブルク＝ザールフェルト公) |
| ステファニー | 父: レオポルド2世 (ベルギー王) | 祖父: レオポルド1世 (ベルギー王)    | 曽祖母: アウグステ                                        |
| ステファニー | 父: レオポルド2世 (ベルギー王) | 祖母: ルイーズ＝マリー              | 曽祖父: ルイ・フィリップ (フランス王)                     |
| ステファニー | 父: レオポルド2世 (ベルギー王) | 祖母: ルイーズ＝マリー              | 曽祖母: マリー・アメリー（シチリア王女）[1]               |
| ステファニー | 母: マリー・アンリエット       | 祖父: ヨーゼフ（ハンガリー副王）[2] | 曽祖父: レオポルト2世 (神聖ローマ皇帝)                    |
| ステファニー | 母: マリー・アンリエット       | 祖父: ヨーゼフ（ハンガリー副王）[2] | 曽祖母: マリア・ルドヴィカ（スペイン王女）                |
| ステファニー | 母: マリー・アンリエット       | 祖母: マリア・ドロテア              | 曽祖父: ルドルフ（ヴュルテンベルク公）                    |
| ステファニー | 母: マリー・アンリエット       | 祖母: マリア・ドロテア              | 曽祖母: ヘンリエッテ                                      |

[1]と[2]は、ともにマリア・テレジア女帝を祖母とする、いとこ同士。